# Fischer Béla (vezérigazgató)
Fischer Béla (1848 – Budapest, Erzsébetváros, 1912. december 23.) a Magyar Villamossági Rt. vezérigazgatója, az Elektrotechnikai Egyesület választmányi tagja, a közcélú áramszolgáltatás elterjesztője.

## Családja
Fischer Jakab és Deutsch Leonóra fiaként született. Felesége Klimek Leopoldina volt.

## A Ganzban
1874-ben került a Ganz gyárba. Mechwart András vezérigazgató hamar felismerte kiváló képességeit, és maga mellé vette személyi titkárnak. 1876-ban már irodafőnök és cégvezető. Az Elektrotechnikai Osztály megalapítása után Mechwart, Fischer ellenkezése ellenére, megbízta a kereskedelmi ügyvitel vezetésével. A kiváló műszaki szakemberek mellett jelentős szerepe volt abban, hogy a Kacsa utcai kis műhelyből néhány év alatt világviszonylatban is számottevő villamos gyár fejlődött ki. Eredményei alapján bízták meg a Ganz számára rendkívül fontos budapesti cég vezetésével. 19 évig állt a Magyar Villamossági Rt. élén, 1912-től mint vezérigazgató.

## Előzmények
Budapest közcélú áramellátására a fővárosi törvényhozástól két magántulajdonú részvénytársaság kapott lehetőséget. A szolgáltatás 1893 októberében kezdődött meg egyenáramú, illetve egyfázisú váltakozó áramú hálózati rendszerrel. Előbbit az Osztrák Általános Gáztársaság érdekeltségébe tartozó Budapesti Általános Villamossági Rt. valósította meg, utóbbit pedig a Ganz gyár építette ki. Az egyenáramú berendezések gyártásába jelentős tőkét befektető cégek ebben az időben folyamatosan akadályozták a váltakozó áram elterjedését, így végső soron az elektrotechnika fejlődését gátolták. Az, hogy ez irányú erőfeszítéseik Budapesten végül nem jártak eredménnyel, és a Ganz - ha nem is egyedül, de fele részben koncessziós szerződéshez jutott - elsősorban Fischer Béla kereskedelmi
vezetőnek volt köszönhető. A Ganz gyár ugyanis nem tudta a főváros áramszolgáltatására vonatkozó koncessziót egyedül kihasználni, ezért az Union Bankkal és a Magyar Leszámítoló Bankkal közösen alapította meg a Magyar Villamossági Rt.-t, amely megvásárolta a világítási koncessziót. A cég ügyvezető igazgatója Fischer lett, és igazgatósági tagja pedig Bláthy, később Déri lett.

## A Magyar Villamossági Rt.
A Magyar Villamossági Rt. 1893. március 16-án kezdte meg áramszolgáltató berendezéseinek építését a Váci út, Tisza utca, Visegrádi utca és Dráva utcák által határolt területén, amely áramfejlesztő telepből, 3 kV-os távvezetékből valamint 42,5 Hz periódusú egyfázisú hálózatból állt. A fogyasztási helyen felszerelt transzformátorok a feszültséget 105 V-ra alakították át. Az áramszolgáltatás 1893. október 20-án kezdődött meg. Az akkori Külső Váci út 76. szám alatti telken létesített áramszolgáltató telep kazán- és gépházból, víztisztító műből és vízhűtő berendezésből állt. A generátorok összteljesítménye 1000 kW=1 MW volt, és két 3 kV-os főkábelt tápláltak. Az igényeknek  megfelelően a kapacitást folyamatosan bővíteni kellett. 1895-ben érdekeltsége már kiterjedt, átvették a fiumei telepet, majd felépítették a pécsi és egri villamos műveket is. 1893-ban a Ganz és Társa nyerte el a pécsi villamosvilágításra kiírt pályázatot, melyet azonnal továbbadott a Magyar Villamossági Rt.-nek.
A Ganz gyár irányításában egyre nagyobb szerepet kapott a banktőke. A közcélú áramszolgáltatás hozadékát nem tartották kielégítőnek, ezért folyamatosan megváltak az Rt. telepeitől. Végül 1914-ben eladták a Fővárosnak a budapesti berendezéseket és a hálózatot is. Fischer Béla ezt már nem érhette meg. 1913 decemberében, 64 éves korában elhunyt.

## Közéleti tevékenysége
A Magyar Villamossági Rt. irányítása mellett aktív szerepet vállalt a szakmai közéletben is.
- Az Elektrotechnikai Egyesület választmányának tagja
- Az Electrotechnika folyóirat szerkesztő bizottságának tagja
- Tevékenyen közreműködött a Magyar Villamos Művek Országos Szövetségének létrehozásában.

## Elismerése
- „Legfelsôbb elismerés”[5]